# San Diego Chargers 2015
La stagione 2015 dei San Diego Chargers è stata la 46ª della franchigia nella National Football League, la 56º complessiva e la terza con Mike McCoy come capo-allenatore. L'annata partì con una vittoria in rimonta contro i Detroit Lions, ma delle successive quattordici partite, San Diego ne vinse solamente tre. Con un bilancio finale di 4–12, i Chargers chiusero al terzultimo posto della conference, ottenendo la terza scelta assoluta nel Draft NFL 2016.

## Scelte nel Draft 2015

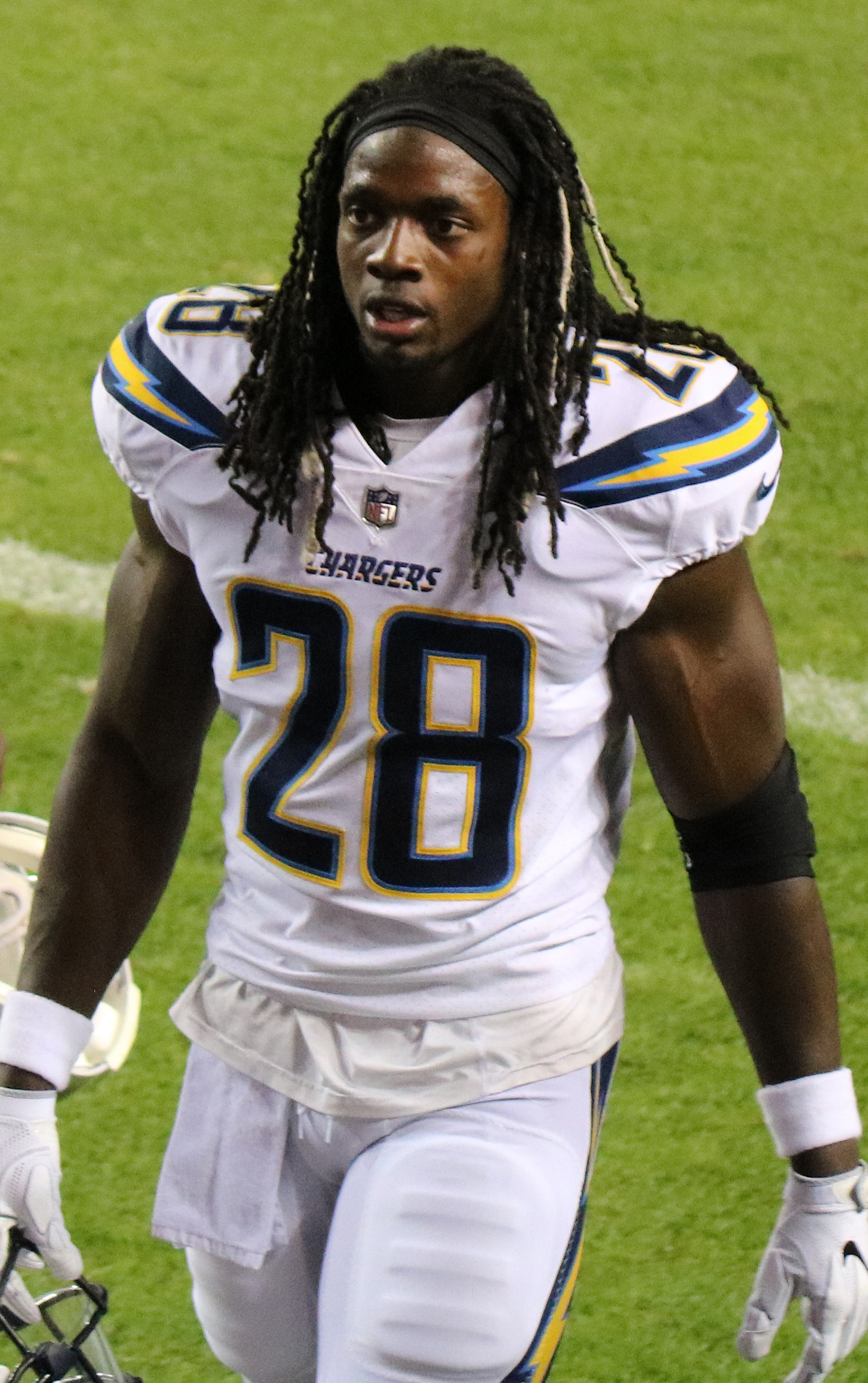
I Chargers scelsero Melvin Gordon nel primo giro del Draft 2015

| Scelte dei Chargers nel Draft 2015 |        |                 |       |                 |
| Giro                               | Scelta | Giocatore       | Ruolo | College         |
| 1                                  | 15     | Melvin Gordon   | RB    | Wisconsin       |
| 2                                  | 48     | Denzel Perryman | LB    | Miami (FL)      |
| 3                                  | 83     | Craig Mager     | CB    | Texas St        |
| 5                                  | 153    | Kyle Emanuel    | DE    | North Dakota St |
| 6                                  | 192    | Darius Philon   | DT    | Arkansas        |

## Staff
| Staff dei San Diego Chargers nel 2015 |
| --- |
| Organi dirigenziali - Proprietario: Alex Spanos - Presidente: Dean Spanos - CEO: Michael A. Spanos - General manager: Tom Telesco Capo allenatore - Mike McCoy Altri allenatori - Assistente dei coach: Mark Ridgley - Sviluppo della forza e della condizione: Kent Johnston - Assistente della forza e della condizione: Ricl Lyle - Qualità e controllo dell'attacco: Nick Sirianni - Qualità e controllo della difesa: Chad Grimm Allenatori dell'attacco - Coordinatore dell'attacco: Vacante - Quarterback: Frank Reich - Running back: Ollie Wilson - Wide Receiver: Fred Graves - Tight End: Vacante - Offensive Line: Joe D'Alessandris - Assistente Offensive Line: Andrew Dees Allenatori della difesa - Coordinatore della difesa: John Pagano - Defensive Line: Don Johnson - Linebacker: Joe Barry - Assistente Linebacker: Byron Storer - Secondary: Ron Milus - Assistente Secondary: Greg Williams Allenatori dello special team - Coordinatore dello Special Team: Kevin Spencer - Assistente dello Special Team: Craig Aukerman |

## Roster
| Roster dei San Diego Chargers nel 2015 |
| --- |
| Quarterback - 10 Kellen Clemens - 17 Philip Rivers Running Back - 34 Donald Brown - 28 Melvin Gordon - 43 Branden Oliver - 39 Danny Woodhead Wide Receiver - 13 Keenan Allen - 80 Malcom Floyd - 15 Dontrelle Inman - 11 Stevie Johnson - 12 Jacoby Jones KR/PR - 16 Tyrell Williams Tight End - 89 Ladarius Green - 88 David Johnson - 86 Kyle Miller - 83 John Phillips Offensive Linemen - 72 Joe Barksdale T - 77 King Dunlap T - 74 Orlando Franklin G - 76 D.J. Fluker G - 75 Chris Hairston T - 60 Trevor Robinson C - 63 Johnnie Troutman G - 65 Chris Watt C Defensive Linemen - 92 Ryan Carrethers NT - 98 Sean Lissemore NT - 94 Corey Liuget DE - 90 Ricardo Mathews DE - 93 Darius Philon DE - 91 Kendall Reyes DE - 96 Mitch Unrein DE Linebacker - 97 Jeremiah Attaochu OLB - 56 Donald Butler ILB - 53 Kavell Conner ILB - 48 Nick Dzubnar ILB - 51 Kyle Emanuel OLB - 54 Melvin Ingram OLB - 99 Cordarro Law OLB - 52 Denzel Perryman ILB - 50 Manti Te'o ILB - 58 Tourek Williams OLB Defensive Back - 37 Jahleel Addae SS - 42 Chris Davis CB - 29 Craig Mager CB - 26 Patrick Robinson CB - 25 Darrell Stuckey FS - 22 Jason Verrett CB - 32 Eric Weddle FS - 23 Steve Williams CB - 27 Jimmy Wilson FS Special Team - 2 Josh Lambo K - 5 Mike Scifres P - 47 Mike Windt LS Lista delle riserve - 59 Brock Hekking OLB (IR) - 95 Tenny Palepoi DE (IR) - 20 Chris Davis CB (IR) - 85 Antonio Gates TE (Sospeso) - 64 Craig Watts G (Sospeso) Squadra di allenamento - 82 Alex Bayer TE - 33 Greg Ducre CB - 8 Javontee Herndon WR - 69 Michael Huey G - 44 Ryan Mueller LB - 70 Michael Ola G - 31 Adrian Phillips SS - 36 Dreamius Smith RB - 4 Brad Sorensen QB - 71 Damion Square NT 53 attivi, 5 inattivi, 10 nella squadra di allenamento, 0 free agent |
| Legenda - I rookie sono in corsivo. - Il primo ruolo è il principale mentre gli eventuali successivi indicano i ruoli secondari. - (IR) sta per Injured Reserve ed indica la lista ristretta per un solo giocatore infortunato che può tornare ad allenarsi dopo la settimana 6 e a rientrare in prima squadra dopo che questa ha giocato 8 partite. - (NF-Inj.) / (NF-Ill.) stanno rispettivamente per Non-Football Injured e Non-Football Illness ed indicano le liste dove viene inserito un giocatore che ha un infortunio o una malattia non dipendente dal football americano. - (PUP) sta per Physically Unable to Perform ed indica la lista dove viene inserito un giocatore mentre è in attesa di recuperare la condizione fisica. Nella stagione regolare dopo la sesta partita giocata dalla propria squadra, il giocatore ha tempo tre settimane per riprendere ad allenarsi, più tre settimane aggiuntive dal suo rientro agli allenamenti per rientrare in prima squadra. |

## Calendario
| Turno | Data               | Avversario              | Risultato          | Record             | Stadio                              | NFL.com recap      |
| ----- | ------------------ | ----------------------- | ------------------ | ------------------ | ----------------------------------- | ------------------ |
| 1     | 13/9               | Detroit Lions           | V 33–28            | 1–0                | Qualcomm Stadium                    | Recap              |
| 2     | 20/9               | at Cincinnati Bengals   | S 19–24            | 1–1                | Paul Brown Stadium                  | Recap              |
| 3     | 27/9               | at Minnesota Vikings    | S 14–31            | 1–2                | TCF Bank Stadium                    | Recap              |
| 4     | 4/10               | Cleveland Browns        | V 30–27            | 2–2                | Qualcomm Stadium                    | Recap              |
| 5     | 12/10              | Pittsburgh Steelers     | S 20–24            | 2–3                | Qualcomm Stadium                    | Recap              |
| 6     | 18/10              | at Green Bay Packers    | S 20–27            | 2–4                | Lambeau Field                       | Recap              |
| 7     | 25/10              | Oakland Raiders         | S 29–37            | 2–5                | Qualcomm Stadium                    | Recap              |
| 8     | 1/11               | at Baltimore Ravens     | S 26–29            | 2–6                | M&T Bank Stadium                    | Recap              |
| 9     | 9/11               | Chicago Bears           | S 19–22            | 2–7                | Qualcomm Stadium                    | Recap              |
| 10    | Settimana di pausa | Settimana di pausa      | Settimana di pausa | Settimana di pausa | Settimana di pausa                  | Settimana di pausa |
| 11    | 22/11              | Kansas City Chiefs      | S 3–33             | 2–8                | Qualcomm Stadium                    | Recap              |
| 12    | 29/11              | at Jacksonville Jaguars | V 31–25            | 3–8                | EverBank Field                      | Recap              |
| 13    | 6/12               | Denver Broncos          | S 3–17             | 3–9                | Qualcomm Stadium                    | Recap              |
| 14    | 13/12              | at Kansas City Chiefs   | S 3–10             | 3–10               | Arrowhead Stadium                   | Recap              |
| 15    | 20/12              | Miami Dolphins          | V 30–14            | 4–10               | Qualcomm Stadium                    | Recap              |
| 16    | 24/12              | at Oakland Raiders      | S 20–23 (DTS)      | 4–11               | O.Co Coliseum                       | Recap              |
| 17    | 3/1                | at Denver Broncos       | S 20–27            | 4–12               | Sports Authority Field at Mile High | Recap              |

Note
- Gli avversari della propria division sono in grassetto.

## Classifiche

### Division
| AFC West               | AFC West | AFC West | AFC West | AFC West | AFC West | AFC West | AFC West | AFC West | AFC West |
|                        | V        | S        | P        | %        | DIV      | CONF     | PF       | PS       | Str.     |
| ---------------------- | -------- | -------- | -------- | -------- | -------- | -------- | -------- | -------- | -------- |
| (1) Denver Broncos     | 12       | 4        | 0        | .750     | 4–2      | 8–4      | 355      | 296      | V2       |
| (5) Kansas City Chiefs | 11       | 5        | 0        | .688     | 5–1      | 10–2     | 405      | 287      | V10      |
| Oakland Raiders        | 7        | 9        | 0        | .438     | 3–3      | 7–5      | 359      | 399      | S1       |
| San Diego Chargers     | 4        | 12       | 0        | .250     | 0–6      | 3–9      | 320      | 398      | S2       |